# Oxytropis rhizantha
Oxytropis rhizantha är en ärtväxtart som beskrevs av Ivan Vladimirovitj Palibin. Oxytropis rhizantha ingår i släktet klovedlar, och familjen ärtväxter. Inga underarter finns listade i Catalogue of Life.